# ズニ族

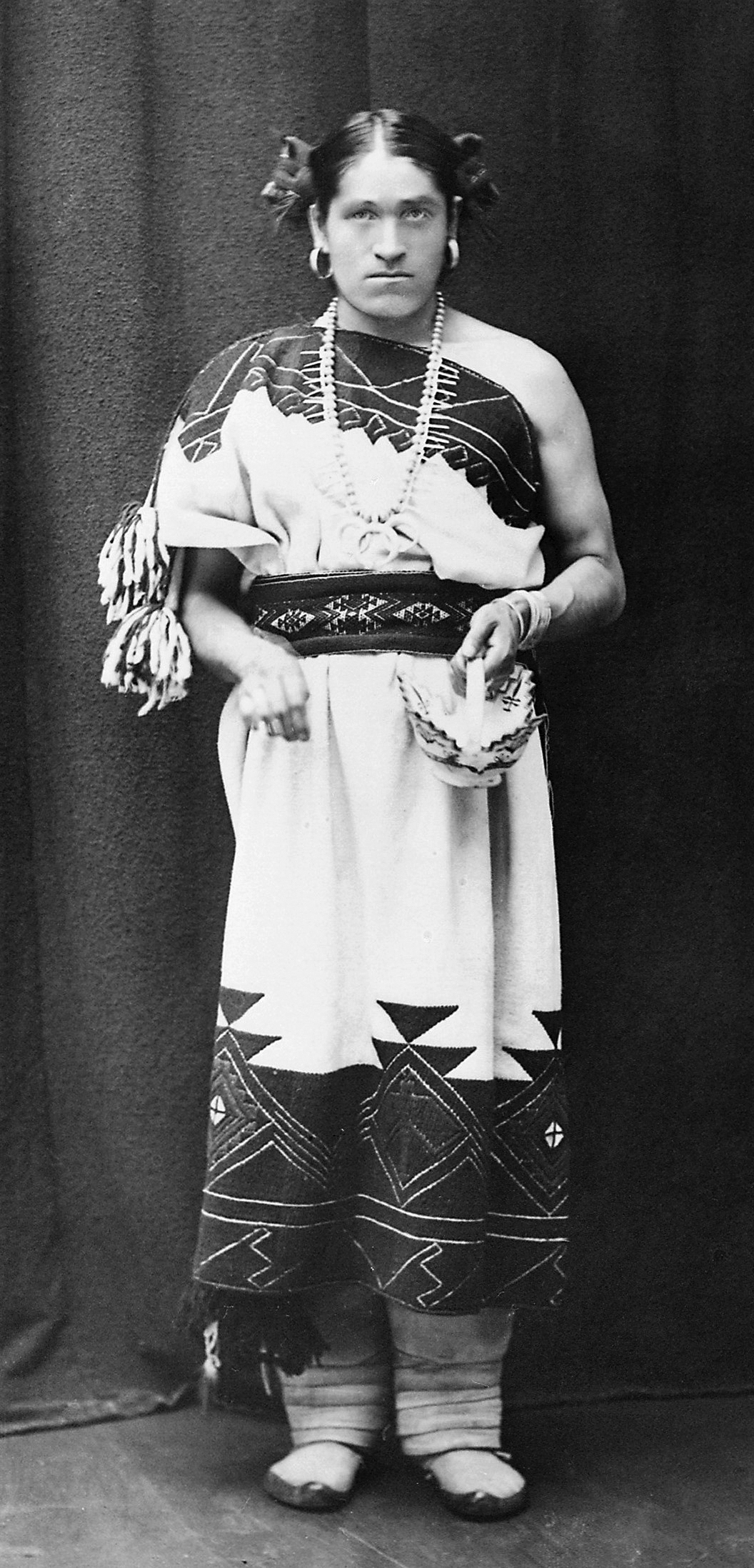
ズニ族のトゥー・スピリットであるウェーワ。

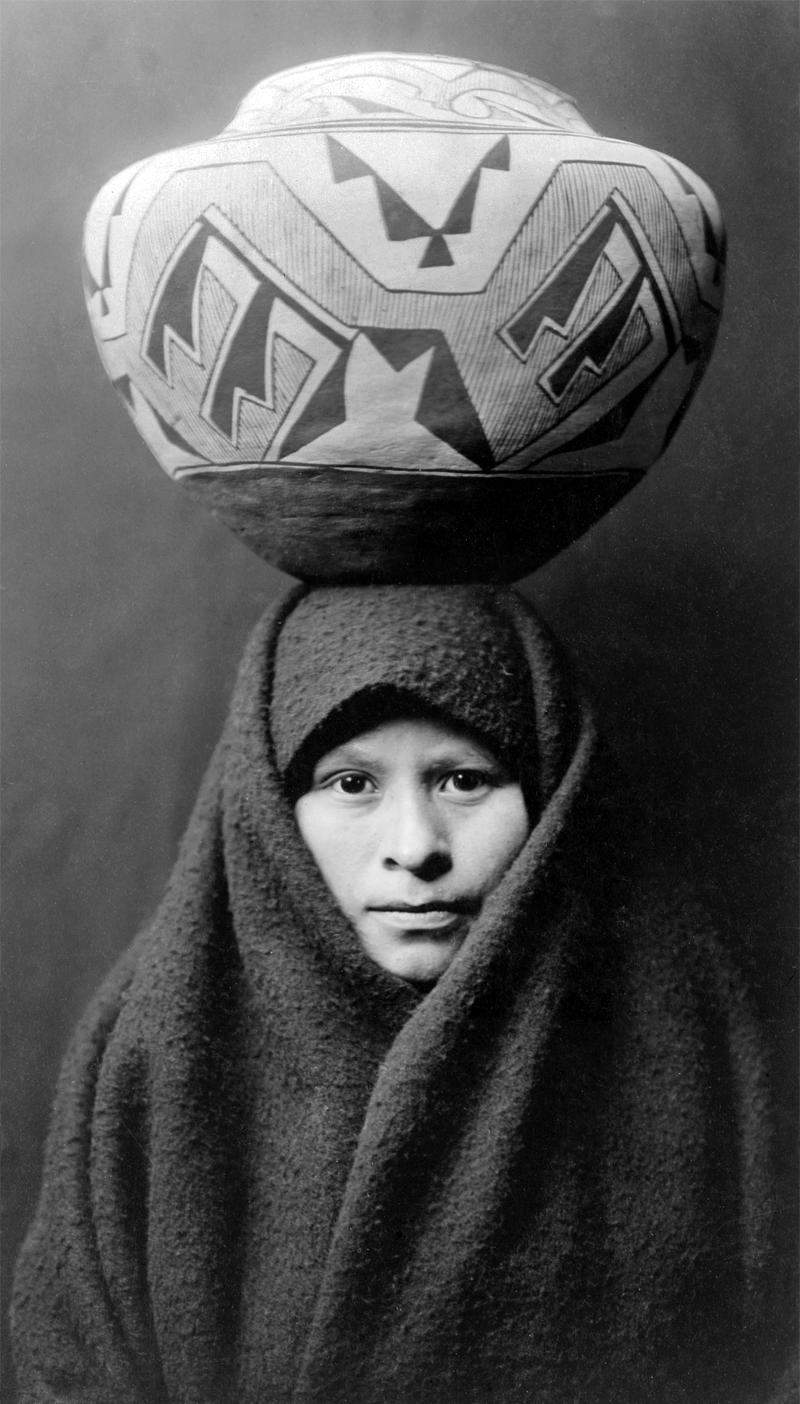
ズニ族の少女、1903年撮影

ズニ族は（ズニぞく、Zuñi）は、アメリカ合衆国のニューメキシコ州に住むインディアン（ネイティブ・アメリカン）の部族である。ツニ、ズーニーとも表記される。
「ズニ」は近くのケレスの部族による呼称だが、意味は不明である。

## 概要
部族の起源や歴史については詳しいことはわかっていない。生業はトウモロコシやカボチャ、豆の農耕である。母系制社会で、カチナという神々（精霊）を信仰している。カチナは村を訪れ、雨の恵みをもたらすとされており、カチナの訪問を祝う儀式が守られている。
1877年にズニ族の保留地が設けられた。
人類学者のフランク・ハミルトン・クッシングは1879年から1884年まで部族と一緒に暮らし、神話や習俗について報告を残している。
ルース・ベネディクトは著書『文化の型』の中で、穏やかなズニ族の文化を「アポロ型」、競争心が旺盛なクワキウトゥル族の文化を「ディオニソス型」と定義した（「アポロ型」「ディオニソス型」はニーチェ『悲劇の誕生』の所論を援用したもの）。

## 現在のズニ族
20世紀には保留地の範囲が削減されており、現在割り当てられている土地は本来の3%であるという。1630年の人口は1万だったが、1937年には2000人、1980年代には約2500人。
ズニ族の銀細工の工芸品（インディアンジュエリー）が知られている。元は19世紀にナバホ族が作り始め、ズニ族やホピ族も作るようになった。

## 言語
- ズニ語 - 孤立した言語である。

## 文献
N・Y・デイビス、吉田禎吾、白川琢磨『ズニ族の謎』（ちくま学芸文庫、2004年） - 日本文化とズニ族の文化の類似点を論じ、13世紀に日本人が太平洋を渡ったという仮説を提示している。